# Agama boueti
Agama boueti là một loài thằn lằn trong họ Agamidae. Loài này được Chabanaud mô tả khoa học đầu tiên năm 1917.